# ファウストゥルス

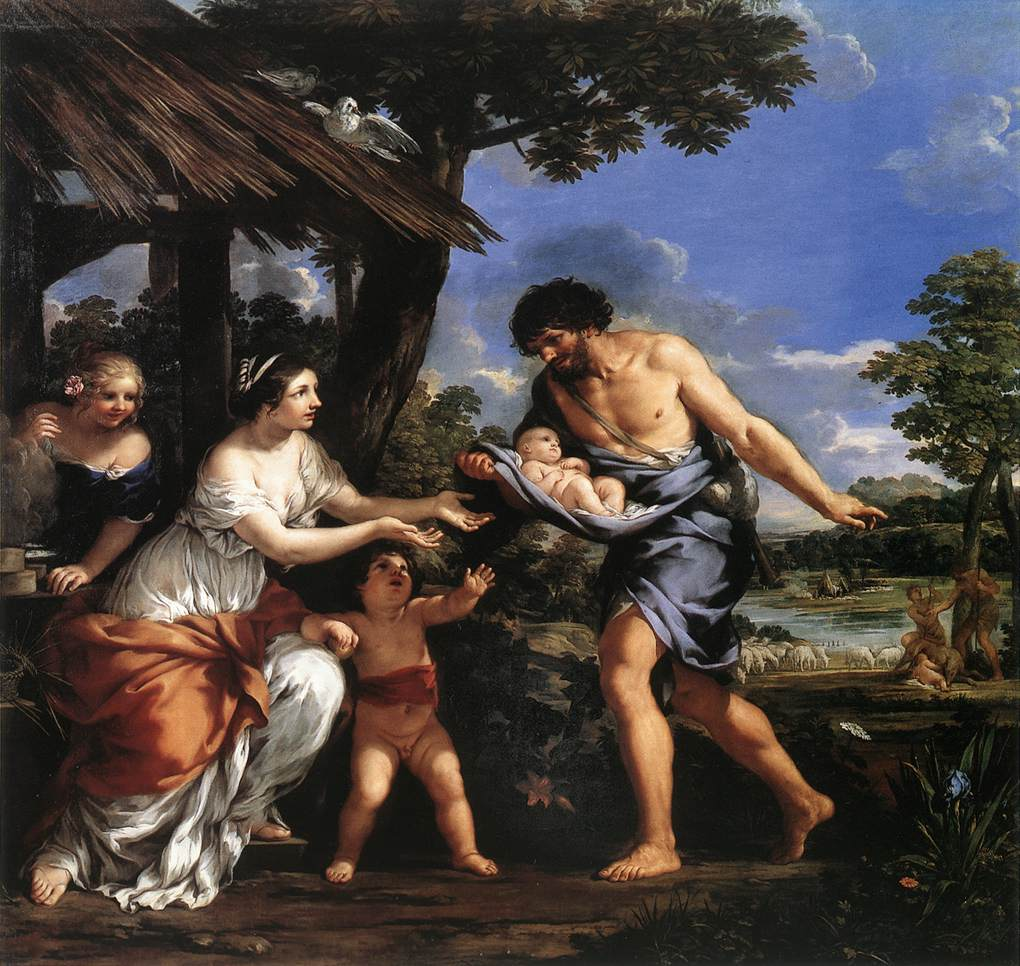
双子を拾うファウストゥルスとアッカ・ラーレンティア（ピエトロ・ダ・コルトーナ画）

ファウストゥルス（Faustulus）は、ローマの建国神話に登場する羊飼いで、ローマの建国者ロムルスの養い親。妻はアッカ・ラレンティア。
伝承によればアルバ・ロンガ王アムリウスの羊飼いで、ローマの七つの丘の一つであるパラティヌス周辺に暮らしていた。
アムーリウスは兄ヌミトルから王位を簒奪し、その娘レア・シルウィアを処女が義務付けられたウェスタの巫女としていた。にもかかわらずレア・シルウィアは妊娠し、双子を出産した。アムーリウスはこの双子をティベリス川に流すように命じ、双子はかごに入れられ流された。
双子のかごは川に浮かべられたもののほどなく岸に流れ着き、雌狼の乳やキツツキのもたらす食料で双子は命をつないだ。この双子を通りかかったファウストゥルスが見つけ、家へと連れて帰った。
ファウストゥルスのもとで双子は「ロムルス」と「レムス」と名付けられ、やがて立派な若者に成長した。成長した二人は周囲の牧夫たちの指導者的立場に立つようになったが、アウェンティヌスのヌミトルの羊飼い達と諍いが起こるようになった。あるとき、ヌミトルの羊飼い達によってレムスは拉致され、ヌミトルのもとに連れ去られた。ロムルスはレムスを奪還しようとしたが、その前にファウストゥルスは双子が実はヌミトルの孫であることを教えた。出生の秘密を知ったロムルスは、共にアムーリウスを倒すべく本当の祖父のもとへと赴いた。
一説によると、ファウストゥルスはアムーリウスの召使が双子のかごを流しに行く際に立ち会っており、このため自分が拾った子供達がヌミトルの孫であることを知っていたという。
残されたファウストゥルスも双子の出生の証拠となるかごをヌミトルらに見せるべく、アルバへ向かった。しかしアルバではヌミトルに会う前にアムーリウス側に拘束され、アムーリウスにレア・シルウィアの子供達が生きていることを言わねばならなかった。それでも双子がすでにヌミトルのもとにいることは隠し、まだパラティヌスで仕事をしていると偽った。
その後、双子とヌミトルによってアムーリウスは討たれ、ヌミトルが王位についた。双子は自分達が育った地に新たな都市を作ることを王に提案し、最初の植民者と共にパラティヌスへ帰ってきた。しかし都市の建設に関して、ロムルスとレムスの間で争いが生じた。一説ではこの戦いの中にファウストゥルスは武器もつけず飛び込み、命を落としたという。また、このときファウストゥルスの弟で共に双子を育てたというプリスティヌスも同時に死んだとプルタルコスは伝えている。